# Михаил Уломпски
Свети Михаил Уломпски је православни светитељ, просветитељ грузијских области Картлије и Осетије, један од тринаесторице светих грузијских отаца.
Основао је манастир у области Улумбо (назван по планини Олимп (на старом грузијском је планина Олимп позната као планина Улумбо), центру монаштва у Витинији, Мала Азија), где су касније сахрањене његове чудотворне мошти.
Био је један од дванаесторице ученика светог Јована Зедазнијског. Поред њега били су то  Авив Некрески, Антоније Маркопски, Давид Гареџијски, Зенон Икалтски, Тадеј Степаминдски, Јесеј Цилкански, Јосиф Алавердски, Исидор Самтависки, , Стефан Кирски и Шио из Мгвимеа, сиријски подвижници и оци оснивачи грузијског монашког живота.
Многа грузијска деца су одгајана у манастирима које је основало тринаест сиријских отаца. Вековима се Божанска благодат светих подвижника ширила међу грузијским народом и по целој његовој земљи.
Ови манастири и свети оци који су их основали настављају да штите грузијски народ од свих врста греха и неверја.